# 小島貞知
小島 貞知（こじま さだとも）は、江戸時代後期の武士。陸奥の大名津軽氏の家臣。小島左近(貞邦)とも言う。

## 経歴
文政7年（1824年）9月17日、陸奥国弘前城下山下町に弘前藩士伊藤善兵衛の四男として生まれる。200石の同藩士小島嘉兵衛の娘婿となった。書院番、野内町奉行などを務めた。明治元年（1868年）2月足軽頭となり、役給50石を与えられる。同年9月23日野辺地戦争で戦死した。同2年12月長男小島貞雄に永世米50俵が藩主津軽承昭より下賜された。
大正7年（1918年）、従五位を追贈された。

## 野辺地戦争
戦闘の経過については野辺地戦争#経過を参照。
盛岡藩士小原末造と一騎討ちになり、南部方の雑兵が丸太棒により足払いをして、助太刀し、戦死した。戦死の際に着用していた兜はその雑兵の手に渡ったが、その後故あって野辺地八幡宮に奉納された。なお、一説には退却しようとしていた左近を末造が大声で呼び止め、剣術に優れていた左近が応戦し、末造は右手を負傷したが、左近の額を斬りつけた。そして、逃走しようとする左近の脇腹を刺し、仕留めたともいう。また一説に、初め盛岡藩の倉館喜助と戦い、喜助が銃を捨て、逃走、末造が討ち取ったともいう。戦死の際の服装は、猩猩緋の陣羽織、藤色織物の小袴、白羽二重の具足下着、陣笠を着用していたという。野辺地の野辺地戦争戦死者の墓所に他の戦死者26名と共に葬られた。

## 最古のねぷた絵
小島が描いた、現存最古とされるねぷた絵が、弘前市立博物館に伝わっている。この絵は左近が1868年、弘前藩と南部藩が交戦した野辺地戦争に中隊長として従軍した際、青森の横内村に張った陣中でねぷたを作って運行したときのものであることが、昭和初期の文献に書き残されていた。

## 家族
義父小島嘉兵衛貞勝は元々盛岡藩の刀工であった。相馬大作事件で師匠の大吉と共に襲撃を弘前藩に密告した。その功により「小島」の姓が与えられ(先祖は下野国佐野浪人で元々小島姓であった)、名前も喜七より嘉兵衛に改名し2百石で津軽藩に仕官した。ただ、彼は南部藩にいたときから、南部藩主と同じ字があることから嘉兵衛と名乗っている。嘉兵衛の娘婿が貞知である。嘉兵衛の祖父は関脇宮城野錦之助である。
孫の小島晋之進は1884年（明治16年）青森県師範学校を卒業後、1885年（明治17年）には同校舎長、1886年（明治19年）に同校教導、1897年（明治30年）に故郷に戻った後、第五十九銀行取締役、津軽銀行監査役を歴任する。

## 小島の兜
小島左近は野辺地戦争で非業の死を遂げた。小島は助太刀した兵士をきっと目を見開き、すさまじい顔でにらみつけ「卑怯者、汝を7代にわたり呪ってやる」と言い残して息を引き取ったとされる。兵士は褒賞として小島の兜をもらった。しかしその後、兵士は突然病気で亡くなり、家族にも不幸が続き、家業もうまくいかなくなった。それを見かねた問屋の旦那様がお金を貸し、その代わりにと兜を差し出すと、今度は旦那様が急病になる。祈祷師にお祓いしてもらうと、祈祷師は「恨みの兜、兜を返せ」と告げた。そこで兜を兵士の未亡人に返し、未亡人は野辺地八幡宮に兜を納めた。